# IOS 10
iOS 10 es el décimo lanzamiento del sistema operativo iOS diseñado por Apple como sucesor de iOS 9. Se anunció en la Worldwide Developers Conference (WWDC) el 13 de junio de 2016 y fue publicado oficialmente el 13 de septiembre de 2016.
Según datos ofrecidos por Apple el 5 de junio de 2017, día de la presentación de su sucesor iOS 11, el 86% de los dispositivos compatibles con iOS 10 tenían instalada esta versión.

## Lanzamiento
iOS 10 fue presentado el 13 de junio de 2016 en la Conferencia Mundial de Desarrolladores (WWDC) que Apple organiza anualmente. Ese mismo día la compañía puso a disposición de los desarrolladores la primera versión beta del sistema operativo, anunciando además que la primera beta pública sería lanzada a lo largo del mes de julio y que la versión final estaría disponible para su descarga a lo largo de los meses de septiembre u octubre de 2016. Finalmente, durante la Keynote celebrada el 7 de septiembre de 2016, se anunció que la versión final de iOS 10 sería lanzada el 13 de septiembre de ese mismo año.

## Características y cambios
Las principales novedades de esta versión son las siguientes:

### Diseño
El diseño de las notificaciones cambia, adquiriendo también nuevas funciones. Se potencia el uso del 3D Touch que permite interactuar con las notificaciones desde la propia pantalla de bloqueo. También se elimina el gesto "deslizar para desbloquear" y se sustituye por la pulsación del botón de inicio, ya que ahora deslizando hacia la derecha se muestra la pantalla de Widgets que anteriormente aparecía en el centro de notificaciones y deslizando hacia la izquierda se activa la cámara. Para los iPhone 6s, 6s Plus, SE, iPhone 7, iPhone 7 Plus y posteriores se añade la función "Raise to Wake" o "Levantar para Activar" que permite activar la pantalla simplemente girando el teléfono hacia el usuario; esto es debido a las quejas de los usuarios que por la rapidez en la que actúa el reconocimiento de huella en estos terminales a menudo les era imposible activar la pantalla sin desbloquearla cuando tan solo querían visualizar las notificaciones.
Varía asimismo de forma acorde el diseño del Centro de Control, que también cuenta con atajos para los terminales con 3D Touch. Con iOS 10, el Centro de Control se muestra en dos pestañas diferenciadas; en la primera pestaña aparecen todos los controles ya existentes previamente, a excepción del reproductor de música, que se muestra ahora en la segunda pestaña que aparece deslizando con el dedo hacia la izquierda.

### Siri
La novedad más destacada del asistente virtual de Apple es su apertura a los desarrolladores. Esto permite que Siri se integre con aplicaciones de terceros y adquiera así nuevas funciones.

### QuickType
A las sugerencias mostradas a la hora de escribir se le añade la inteligencia de Siri. Es capaz de sugerir respuestas dependiendo de la pregunta realizada por el interlocutor en la aplicación iMessage; por ejemplo a la pregunta ¿Dónde estás? te sugiere dar tu localización actual directamente, o dar el número de teléfono de alguien cuando te preguntan por ello. También puede sugerir el crear un evento en el calendario partiendo de la información recabada durante una conversación y reconoce el idioma en el que se está escribiendo por lo que ya no es necesario cambiar el idioma del teclado cada vez que el usuario escriba en una lengua distinta.

### Fotos
La aplicación de Fotos adquiere nuevas funcionalidades con esta versión. Las fotografías pueden ser visualizadas en un mapa mostrando los diferentes lugares en los que se realizaron. También se añade el reconocimiento facial, por lo que la aplicación es capaz de clasificar y filtrar las fotografías según la persona que aparezca en ellas, pero también según los objetos y las escenas de las mismas. Otra de las nuevas características de Fotos es "Memorias" que aparece en forma de pestaña en la aplicación; con esta función las fotos se organizan según la fecha, lugar, personas o temas en álbumes personalizables creados automáticamente. Dentro de cada álbum se muestran, en la parte superior, un vídeo-presentación personalizable con las fotografías del propio álbum creado también de forma automática, a continuación las fotografías del álbum y en la parte inferior aparecen, primero las personas que están en las fotos, después un mapa con los lugares en los que se realizaron las fotografías y por último se sugieren otros álbumes relacionados.

### Mapas
Los mapas aparecen con una interfaz más limpia y con funciones enfocadas a la pro actividad. Deslizando hacia arriba desde la parte inferior, aparece aparece el menú de búsqueda con varias sugerencias como el lugar de trabajo, ya que ahora, por la experiencia, la aplicación es capaz de averiguar la hora aproximada a la que el usuario acude a trabajar. En el apartado de la navegación se añade información del tráfico en ruta, lo que permite averiguar en todo momento cuál es el estado del tráfico en la ruta que el usuario toma; además ahora se pueden realizar búsquedas aun con la navegación activada, por lo que es posible buscar rutas hacia puntos de interés como gasolineras y recibir información sobre cuánto tiempo tomaría el desvío hacia un punto en concreto. Se anunció asimismo la apertura de la aplicación a los desarrolladores para que estos incluyan extensiones que permitan por ejemplo reservar en un restaurante desde la propia aplicación.

### Música
Se rediseña por completo la interfaz de la aplicación Música para, manteniendo todas las funciones previas, hacerla más sencilla de usar. Se añaden las letras de las canciones que se muestran deslizando de abajo hacia arriba durante la reproducción de una canción. Y se agrega la opción inteligente de ordenar las canciones por género, añadiendo lista personalizada. Tanto en idioma y duración.

### Noticias
La aplicación, que por el momento solo está disponible para los Estados Unidos, también sufrió un cambio de interfaz. Además se añadió la posibilidad de ofrecer contenidos de suscripción y noticias de última hora en forma de notificación en el terminal.

### Homekit
La herramienta para controlar los sistemas domóticos tiene a partir de iOS 10 aplicación en el escritorio.

### Teléfono
Se añade la transcripción de los mensajes de voz en el contestador automático dentro de la aplicación de teléfono. También es capaz de detectar si una llamada entrante es en realidad spam. Apple lanzó asimismo un API VoIP que permite que aplicaciones de terceros con funciones de llamada, como WhatsApp o LINE, puedan notificar las llamadas recibidas a través de estas aplicaciones de manera similar a si se tratara de una llamada tradicional.

### iMessage
La aplicación de mensajería de Apple incluyó nuevas mejoras con esta versión. En lo relacionado con los emoticonos Apple hizo algunos cambios como su inclusión dentro de las sugerencias de escritura, o el hecho de hacerlos tres veces más grandes. En los mensajes se añadieron efectos visuales como el poder destacar un mensaje haciéndolo más grande o más pequeño, o el poder ocultarlo para que el receptor lo descubra a modo de rasca, entre otros. También se añadieron efectos a pantalla completa como cambios momentáneos de fondo al enviar un mensaje, por ejemplo globos al felicitar el cumpleaños; asimismo es posible enviar mensajes escritos a mano. Se anunció también que los mensajes serían más seguros gracias al cifrado de extremo a extremo y que la aplicación se abriría a los desarrolladores.

### Otros cambios
- Las aplicaciones nativas se pueden ocultar del escritorio y se incluyen en la App Store para poder volver a visualizarlas.
- Nuevas animaciones más rápidas al abrir y cerrar aplicaciones y carpetas.
- Cambio de sonido al pulsar las teclas del teclado.
- Cambio de interfaz en la aplicación Reloj. Nueva función Acostarse que permite que el terminal avise al usuario cuándo debería irse a dormir según la configuración realizada. El fondo de la aplicación ahora es oscuro y se rediseña el cronómetro.
- Optimización del almacenamiento. Se puede hacer que el dispositivo elimine las canciones que menos se escuchan con el fin de liberar espacio.
- Desaparece la aplicación Game Center.
- Pestañas ilimitadas en Safari.
- Notas colaborativas.
- Cambios en la voz de Siri en español de España y México que incluyen además una voz masculina.[4]

## Versiones
|  | Descontinuada |  | Versión actual |  | En desarrollo (Beta) |

| Versión | Build       | Fecha                    | Información |
| ------- | ----------- | ------------------------ | --- |
| 10.0.1  | 14A403      | 13 de septiembre de 2016 | Versión inicial |
| 10.0.2  | 14A456      | 23 de septiembre de 2016 | - Soluciona un problema que podía provocar que los controles de audio de los auriculares dejaran de funcionar temporalmente. - Soluciona un problema que provocaba que Fotos se cerrara para algunos usuarios al activa la fototeca de iCloud. |
| 10.0.3  | 14A551      | 17 de octubre de 2016    | - Soluciona problemas con la conectividad en el iPhone 7 y 7 Plus |
| 10.1    | 14B72       | 24 de octubre de 2016    | - Incluye el modo para retratos en versión Beta en la aplicación Cámara de iPhone 7 Plus. - Ofrece rutas en transporte público en Japón - Mejora la estabilidad - Soluciona problemas |
| 10.1.1  | 14B100      | 31 de octubre de 2016    | - Soluciona un problema que impedía que algunos usuarios vieran datos de la aplicación Salud. - Mejora la estabilidad - Soluciona problemas |
| 10.2    | 14C92       | 12 de diciembre de 2016  | - Nueva aplicación TV (solo en EE. UU.), que permite acceder a los programas de televisión y las películas que se suelen visualizar con diversas aplicaciones de vídeo de forma unificada en un mismo lugar. - Los emojis se rediseñan para mostrar un mayor nivel de detalle y se añaden más de cien nuevos en distintas categorías: caras, comida, animales, deportes y profesiones. - Mejora la estabilidad - Soluciona problemas               |
| 10.2.1  | 14D27       | 23 de enero de 2017      | - Mejora la estabilidad - Soluciona problemas |
| 10.3    | 14E277      | 27 de marzo de 2017      | - Añade la función Buscar mis AirPods. - Nuevas formas de utilizar Siri con aplicaciones de pago, de transporte compartido y de fabricantes de automóviles. - Nueva forma de visualizar el Apple ID en la parte superior de los ajustes. - Se cambia el sistema de archivos a Apple File System (APFS) que mejora el rendimiento y la encriptación, y aumenta el espacio disponible del dispositivo. - Mejora la estabilidad - Soluciona problemas |
| 10.3.1  | 14E304      | 3 de abril de 2017       | - Mejora la estabilidad - Soluciona problemas |
| 10.3.2  | 14F89/14F90 | 15 de mayo de 2017       | - Mejora la estabilidad - Soluciona problemas |
| 10.3.3  | 14G60       | 17 de julio de 2017      | - Mejora la estabilidad - Soluciona problemas de seguridad con Safari |
| 10.3.4  | 14G61       | 22 de julio de 2019      | iOS 10.3.4 soluciona un problema que podía afectar al rendimiento de la ubicación del GPS y provocar que los datos y la hora del sistema fueran incorrectos. Se recomienda a todos los usuarios que realicen esta actualización. |

## Dispositivos compatibles
A diferencia de iOS 9, que permitía actualizar a todos aquellos dispositivos capaces de correr iOS 8, Apple dejó de dar actualizaciones a algunos dispositivos con esta versión. De la lista de aparatos capaces de actualizar a iOS 10 dejaron de ser compatible el iPhone 4S (presentado en 2011), los iPad de 2ª y 3ª generación (de 2011 y 2012 respectivamente), el iPad Mini de 1ª generación (de 2012) y el iPod Touch de 5ª generación (de 2012).
La lista de dispositivos compatibles con iOS 10 quedó de la siguiente manera:
|  | iPhone - iPhone 5 - iPhone 5c - iPhone 5s - iPhone 6 - iPhone 6 Plus - iPhone 6s - iPhone 6s Plus - iPhone 7 - iPhone 7 plus - iPhone SE | iPod Touch - iPod Touch (6ª generación) | iPad - iPad (4ª generación) | iPad Air - iPad Air - iPad Air 2 | iPad Pro - iPad Pro 12,9" - iPad Pro 9,7" | iPad Mini - iPad Mini 2 - iPad Mini 3 - iPad Mini 4 |  |